# 道の駅越前たけふ
道の駅越前たけふ（みちのえき えちぜんたけふ）は、福井県越前市にある福井県道269号越前たけふ駅線の道の駅である。

## 概要
2024年（令和6年）3月16日の北陸新幹線金沢駅 - 敦賀駅間の開業に合わせ、越前たけふ駅前に「道の駅」として登録。

## 歴史
- 2021年（令和3年）
  - 4月9日 - 起工式が行われる[2]。
  - 5月13日 - 2024年（令和6年）3月16日[3]に開業する「北陸新幹線（金沢駅 - 敦賀駅間）」の唯一の単独駅、「南越（仮称）駅」の名称が「越前たけふ駅」に決定したことにともない、駅名が「越前たけふ」に決定[2]。
- 2022年（令和4年）
  - 1月27日 - 株式会社鮮魚丸松が越前市道の駅の指定管理者候補者として選定[2]。
  - 8月5日 - 国土交通省より道の駅第57回登録において、「道の駅越前たけふ」として登録[1][2]。
- 2023年（令和5年）3月18日 - 開駅[4][5]。

## 施設
- 駐車場 170台
- トイレ 28器
- 情報提供施設
- 越前たけふ観光案内所
- 福井鉄道高速バスチケットセンター
- ベビーコーナー
- 公衆電話
- 公衆無線LAN
- 休憩施設
- 物販施設
- 飲食施設
- 広場
- EV充電施設
- 東西連絡通路

## アクセス
- 福井県道269号越前たけふ駅線 - 登録路線
- E8 北陸自動車道 8 武生ICより、福井県道40号武生インター線 越前たけふ駅方面へ約600 m。

## 周辺
- 北陸新幹線 越前たけふ駅
- 御誕生寺
- 仁愛大学